# Amore rosso - Marianna Sirca
Amore rosso - Marianna Sirca è un film del 1952 diretto da Aldo Vergano ed è una libera riduzione dal romanzo Marianna Sirca di Grazia Deledda.

## Trama
In Sardegna, Marianna ha ereditato dallo zio vasti possedimenti. Un giorno, mentre va verso la sua masseria, viene assalita da Bantine Fera e dai suoi banditi che vorrebbero ricattarla. La salva un altro bandito, Simone Sole, ex servo dello zio di Marianna e amico d'infanzia.
Rientrata a casa Marianna trova suo cugino Sebastiano, rientrato dal continente, che ha intenzione di sposarla per riassestare il proprio patrimonio ormai dilapidato. L'incontro con il bandito Simone riaccende una fiamma in Marianna, che farà sfumare i piani di Sebastiano, appoggiati dal padre di lei.
Marianna e Simone si separano e non si vedono per un po' finché lei, andata a pregare al santuario di Onnu, lo rivede. Ma Simone è subito costretto a fuggire, braccato dai Carabinieri chiamati da Sebastiano. La notte Simone si reca da Marianna e le giura che si costituirà per espiare alle proprie colpe e poterla finalmente sposare. Ma Sebastiano quella sera stessa, per affossare il rivale, uccide la serva di Marianna facendo in modo che i sospetti si concentrino su Simone, che infatti viene accusato di omicidio. L'amico bandito  Bantine Fera salva Simone dalla cattura, dandogli la possibilità di rifugiarsi in montagna. Simone e Marianna tentano allora di espatriare, ma Sebastiano, capiti i loro piani, li segue e ferisce mortalmente Simone e gravemente Marianna. Lei infine uccide Sebastiano per accasciarsi senza vita poi al lato dell'amato Simone.

## Produzione
La pellicola è ascrivibile al filone dei melodrammi sentimentali, comunemente detto strappalacrime, allora molto in voga tra il pubblico italiano, sebbene malvisto dalla critica cinematografica del tempo (solo a partire dagli anni settanta tali film inizieranno ad essere rivalutati dalla stessa, che conierà il termine neorealismo d'appendice per riferirsi a questa tipologia di pellicole), amalgamandolo ad elementi tipici di quello poliziesco.

## Differenze col romanzo
Il film è tratto molto liberamente dal romanzo di Grazia Deledda. Il regista Aldo Vergano nella sua pellicola sceglie di dare più spazio a una truce rappresentazione dei banditi sardi e a una melodrammatica storia d'amore finita in carneficina con la morte anche dei protagonisti..
Si ha quindi una completa snaturalizzazione del romanzo della Deledda, dove la meticolosa descrizione del paesaggio e dell'ambiente sardo della Deledda non viene considerata dal regista che lascia più spazio al melodramma dei due amanti.

## Critica
"Con la sobrietà nella descrizione ambientale e paesistica contrasta quindi una ricerca di effetti patetico-truculenti, culminanti in quel finale ad ecatombe, il quale fa rimpiangere la quieta malinconia che adombrava la chiusa del romanzo." (G.C. Castello, "Cinema", 105, 11/07/1953)
Il film nel complesso non avrà molto successo e verrà praticamente snobbato da critica e pubblico.

## Distribuzione
Il film avrà una distribuzione prevalentemente regionale, senza riscuotere particolare successo..